# Stewart Houston
Pour les articles homonymes, voir Houston (homonymie).
Stewart Houston, né le 20 août 1949 à Dunoon (Écosse), est un footballeur écossais, qui évolue au poste de défenseur gauche à Manchester United et en équipe d'Écosse.
Houston n'a marqué aucun but lors de son unique sélection avec l'équipe d'Écosse en 1976. 
Après sa carrière de joueur, Houston est l'adjoint de George Graham à Arsenal, à deux reprises, en 1995 et 1996, il occupe le poste d'entraîneur intérimaire. Lors de la saison 1996-1997, il est entraîneur du club londonien des Queens Park Rangers.

## Carrière de joueur
- 1967-1972 : Chelsea
- 1972-1973 : Brentford
- 1973-1980 : Manchester United
- 1980-1983 : Sheffield United
- 1983-1983 : Colchester United

## Palmarès

### En équipe nationale
- 1 sélection et aucun but avec l'équipe d'Écosse en 1976.

### Avec Manchester United
- Vainqueur de la Coupe d'Angleterre de football en 1977.
- Vainqueur du Championnat d'Angleterre de football D2 en 1975.

## Carrière d'entraîneur
- 1995 : Arsenal
- 1996 : Arsenal
- 1996-1997 : Queens Park Rangers